# Nissonita
La nissonita és un mineral de la classe dels fosfats. Rep el seu nom del nord-americà William H. Nisson (1912-1965), mineralogista aficionat, col·leccionista de minerals i comerciant, qui va observar per primera vegada el mineral.

## Característiques
La nissonita és un fosfat de fórmula química Cu₂Mg₂(PO₄)₂(OH)₂·5H₂O. Va ser aprovada com a espècie vàlida per l'Associació Mineralògica Internacional l'any 1966. Cristal·litza en el sistema monoclínic.
Segons la classificació de Nickel-Strunz, la nissonita pertany a «08.DC: Fosfats, etc, només amb cations de mida mitjana, (OH, etc.):RO₄ = 1:1 i < 2:1» juntament amb els següents minerals: eucroïta, legrandita, strashimirita, arthurita, earlshannonita, ojuelaïta, whitmoreïta, cobaltarthurita, bendadaïta, kunatita, kleemanita, bermanita, coralloïta, kovdorskita, ferristrunzita, ferrostrunzita, metavauxita, metavivianita, strunzita, beraunita, gordonita, laueïta, mangangordonita, paravauxita, pseudolaueïta, sigloïta, stewartita, ushkovita, ferrolaueïta, kastningita, maghrebita, nordgauïta, tinticita, vauxita, vantasselita, cacoxenita, gormanita, souzalita, kingita, wavel·lita, allanpringita, kribergita, mapimita, ogdensburgita, nevadaïta i cloncurryita.

## Formació i jaciments
Va ser descoberta l'any 1966 a la mina de coure de Llanada, a la vall de Panoche, al comtat de San Benito (Califòrnia, Estats Units). També ha estat descrita a la mina Boss, al comtat de Clark (Nevada), i a dos indrets d'Austràlia: Iron Knob (Austràlia Meridional) i al mont Gordon (Queensland).